# Thamnophilus
Thamnophilus és un gènere d'ocells de la família dels tamnofílids (Thamnophilidae) que agrupa nombroses espècies natives de l'Amèrica tropical (Neotròpic), les àrees de distribució de les quals es troben des de l'est de Mèxic, a través d'Amèrica Central i del Sud fins al nord d'Argentina i Uruguai.

## Descripció
Thamnophilus és un nombrós i complex gènere els membres del qual són àmpliament es troben en àrees boscoses i arbustives, en zones tropicals i subtropicals i algunes poques en zones muntanes. Són de mida mitja, mesuren entre 14 i 17,5 cm de longitud. El bec, generalment gruixut, acaba en forma de ganxo. Es divideixen en dos grups bàsics: espècies més o menys barrades (que prefereixen hàbitats de matolls o vores de boscos) i espècies més o menys grisenques (les femelles vermelloses o marrons), que habiten dins del bosc. Són més vocals, malgrat no particularment furtives. En general, els Thamnophilus prefereixen hàbitats de vegetació densa on romanen difícils de ser vistos. Son insectívors que s'alimenten de preses que localitzen entre el fullatge.

## Taxonomia i etimologia
El gènere Thamnophilus va ser introduït per l'ornitòleg francès Louis Pierre Vieillot el 1816. Posteriorment, es va designar el batarà zebrat com a espècie tipus.
El nom combina les paraules del grec antic «thamnos» que significa “arbust” i «philos», “estimar”.
Les espècies T. bernardi, T. melanonotus i T. melanothorax anteriorment estaven situades en el gènere Sakesphorus, però van ser transferides d'acord amb els estudis de filogènia molecular de Brumfield & Edwards 2007, que van confirmar que Sakesphorus era polifilètic, cosa que va ser reconeguda pel SACC mitjançant l'aprovació de la Proposta 278.

### Llistat d'espècies
Segons la Classificació del Congrés Ornitològic Internacional (versió 14.2, 2024) aquest gènere està format per 30 espècies:
- batarà zebrat - (Thamnophilus doliatus).
- batarà cap-roig - (Thamnophilus ruficapillus).
- batarà ala-rogenc - (Thamnophilus torquatus).
- batarà de Chapman - (Thamnophilus zarumae).
- batarà crestabarrat - (Thamnophilus multistriatus).
- batarà vermiculat - (Thamnophilus tenuepunctatus).
- batarà dorsicastany - (Thamnophilus palliatus).
- batarà de collar - (Thamnophilus bernardi).
- batarà fosc - (Thamnophilus bridgesi).
- batarà pissarrós occidental - (Thamnophilus atrinucha).
- batarà fumat - (Thamnophilus schistaceus).
- batarà murí - (Thamnophilus murinus).
- batarà negre - (Thamnophilus nigriceps).
- batarà del Napo. - (Thamnophilus praecox).
- batarà de Castelnau - (Thamnophilus cryptoleucus).
- batarà cendrós - (Thamnophilus nigrocinereus).
- batarà pissarrós tacat - (Thamnophilus punctatus).
- batarà pissarrós de Natterer - (Thamnophilus stictocephalus).
- batarà pissarrós de Bolívia - (Thamnophilus sticturus).
- batarà pissarrós del Planalto - (Thamnophilus pelzelni).
- batarà pissarrós de Sooretama - (Thamnophilus ambiguus).
- batarà pissarrós variable - (Thamnophilus caerulescens).
- batarà unicolor - (Thamnophilus unicolor).
- batarà d'espatlles blanques - (Thamnophilus aethiops).
- batarà muntanyenc - (Thamnophilus aroyae).
- batarà dorsinegre - (Thamnophilus melanonotus).
- batarà cuabarrat - (Thamnophilus melanothorax).
- batarà pissarrós amazònic - (Thamnophilus amazonicus).
- batarà pissarrós dorsi-ratllat - (Thamnophilus insignis).
- batarà pissarrós d'Acre - (Thamnophilus divisorius).